# Utetheisa nigrosignata
Utetheisa nigrosignata är en fjärilsart som beskrevs av Fletch. 1910. Utetheisa nigrosignata ingår i släktet Utetheisa och familjen björnspinnare. Inga underarter finns listade i Catalogue of Life.